# Скопелло
Скопелло (итал. Scopello) — коммуна в Италии, располагается в регионе Пьемонт, в провинции Верчелли.
Население составляет 424 человека (2008 г.), плотность населения составляет 23 чел./км². Занимает площадь 19 км². Почтовый индекс — 13028. Телефонный код — 0163.
В коммуне 15 августа особо празднуется Успение Пресвятой Богородицы.

## Демография
Динамика населения:

## Администрация коммуны
- Официальный сайт: https://web.archive.org/web/20110129092836/http://scopello.com/